# Brațul Vâlciu
Brațul Vâlciu este unul din cele 3 brațe (Brațul Cremenea sau Dunărea nouă – brațul navigabil din vest, Brațul Vâlciu – în mijloc și Brațul Măcin sau Dunărea veche –în est) în care se desparte fluviul Dunărea la intrarea în județul Brăila.
Acest braț împreună cu Brațul Măcin delimitează Insula Mare a Brăilei iar împreună cu Brațul Cremenea Insula Mică a Brăilei.